# Anthophora bifasciata
Anthophora bifasciata är en biart som beskrevs av Fedtschenko 1875. Anthophora bifasciata ingår i släktet pälsbin, och familjen långtungebin. Inga underarter finns listade i Catalogue of Life.